# محلة الحيدرخانة

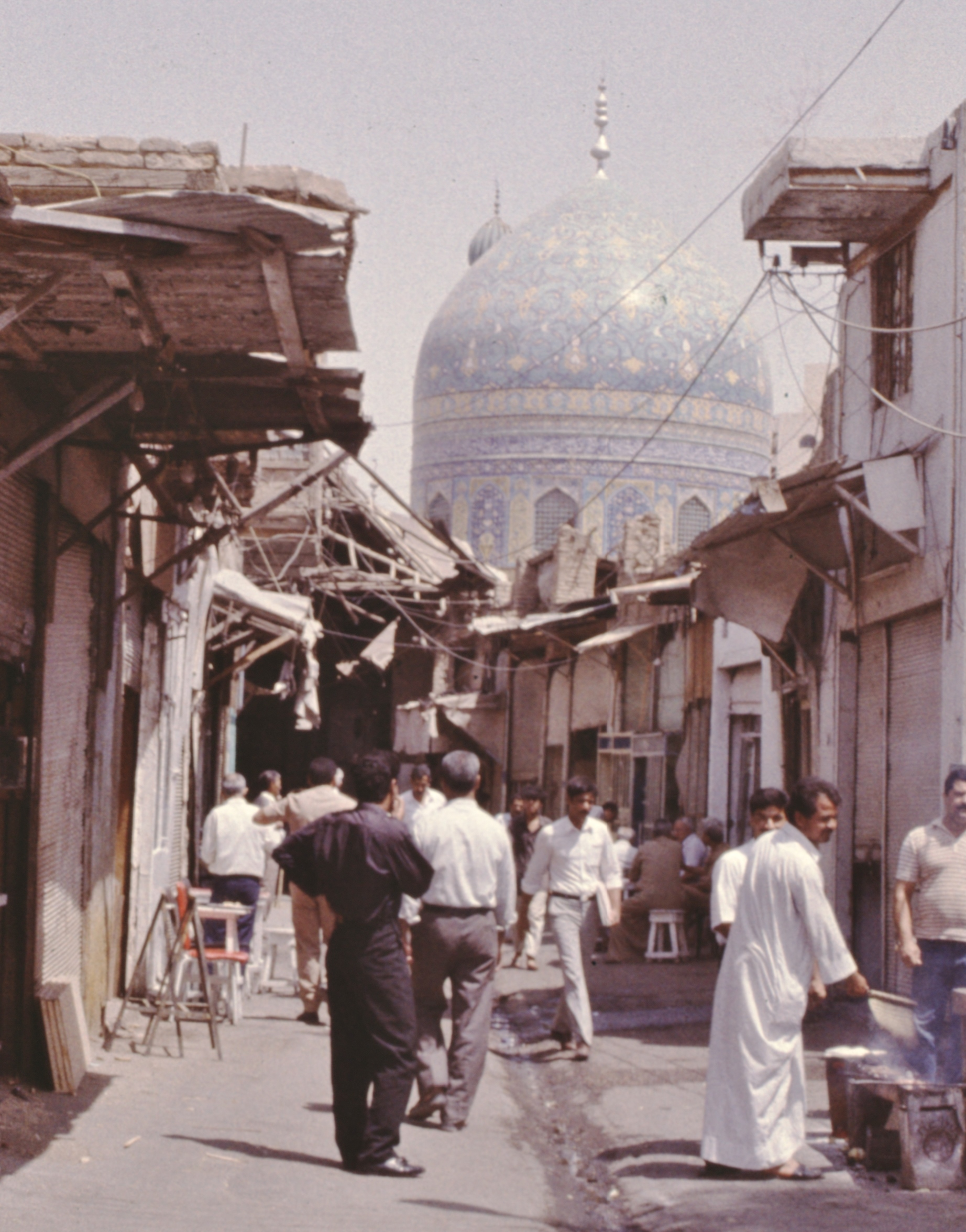
محلة الحيدرخانة في وسط شارع الرشيد

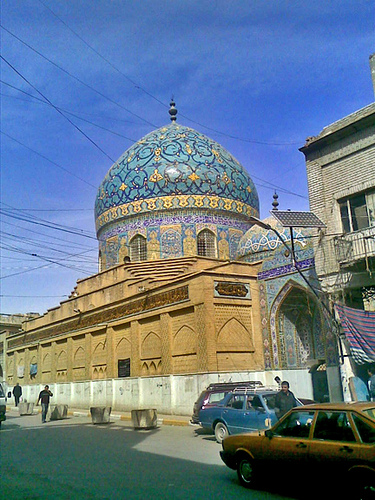
جامع الحيدرخانة من أشهر معالم محلة الحيدرخانة

محلة الحيدرخانة هي من محلات بغداد القديمة الواقعة في الجهة الشرقية منها في جانب الرصافة، في شارع الرشيد، ولقد كانت هذه المحلة تسمى بمحلة سوق الثلاثاء في عصر الدولة العباسية، وهي محلة واسعة تتفرع إلى دروب وأزقة صغيرة لكل منها اسم خاص، وكل درب سمي باسم محلة لاحقا، مثل درب الخبازين وهي محلة العاقولية حاليا، ودرب دينار الذي سمي بشارع المامون، ودرب زاخا وهو جزء من شارع المتنبي، وقد عرف سوق الثلاثاء عن طريق ما كتب في وقفيات القرن الحادي عشر الهجري (القرن 17 ميلادي) بسوق السلطان أو السوق السلطاني أو السوق الطويل، أما المحلة فقد عرفت بالحيدرخانة في القرن العاشر للهجرة (القرن السادس عشر الميلادي)، مما دل على وجودها قبل ذلك التاريخ بفترة محدودة، وقيل إن الحيدرخانة اسم لتكية قديمة لا يعرف تاريخها تنسب لشخص اسمه حيدر، وكان موقعها في مدخل سوق الحيدرخانة القديم، وقد بيعت من قبل متوليها في عام 1926م، فهدمت وحولت إلى فندق، وأشير إليها في وقفية متأخرة عام 1890م، بوصفها تحد دارا في محلة الحيدرخانة. ويتوسط المحلة جامع الحيدرخانة التاريخي الذي أنشأه الخليفة الناصر لدين الله في العهد العباسي، الذي يسميه أهل بغداد بالجامع الثائر، لأنه كان ساحة للاجتماعات ومنبرا للجهات الوطنية بشخصياتها السياسية والدينية في العهد الملكي، ومنه انطلقت شرارة ثورة العشرين في العراق، واعيد تجديده مرات عديدة إلى أن أعاد بناؤه داود باشا عام 1827م، ويعد الجامع من أبرز معالم المحلة في عهد الدولة العثمانية، ومن معالمها الأخرى جامع والي بغداد حسين باشا السلاحدار، الذي جدد عمارتهِ في عام 1085هـ/ 1673م والجامع يقع في حي الجمهورية بين الأزقة القديمة في محلة الحيدرخانة في الشارع المتصل بجامع الحيدرخانة من الجهة الشرقية، والذي يتصل بشارع الرشيد حالياً، وهو مهدم ووقعت جدران الحرم نتيجة الأهمال، ولم يبق من مبنى الجامع سوى بعض الغرف التي كانت تابعة للمدرسة وسكنها بعض طلبة العلم.
وحيدر الشابندر يدعى كذلك حيدر خان الذي ذكره الرحالة أوليا جلبي في رحلته الشهيرة التي كتبها باللغة التركية، وهو واقف الحمام المعروف بحمام حيدر في محلة الحيدرخانة. وهناك تعريف آخر ذكره مرتضى نظمي زاده حيث يقول: (وحيدر باشا هذا تنسب إليه الحيدرخانة هو حيدر جلبي الشابندر وهو الذي بنى الحمام المشهور حمام حيدر الواقع في جانب الرصافة من بغداد قرب شارع النهر)، وحيدر باشا كان من أعيان بغداد ونسبت إليه محلة الحيدرخانة وسميت باسمه حسب قول المؤرخ مصطفى جواد.
وتحوي محلة الحيدرخانة على منزل والي بغداد أحمد باشا، وتقع قبالة جامع الحيدرخانة مباشرة، وقد تحولت الدار بعد ان باعها ورثتها اثر انتهاء الحرب العالمية الأولى إلى مدرسة (شماس اليهودية) ثم إلى اعدادية (شرافت) الايرانية ثم اندثرت تماما، بعد ان تحولت كغيرها من الشواخص الاثرية مثل المقاهي القديمة وغيرها إلى محال تجارية.